# Neugattersleben
Neugattersleben este o comună în Saxonia-Anhalt, Germania.

## Personalități născute aici
- Waldemar Cierpinski (n. 1950), maratonist.